# کمونیسم اروپایی

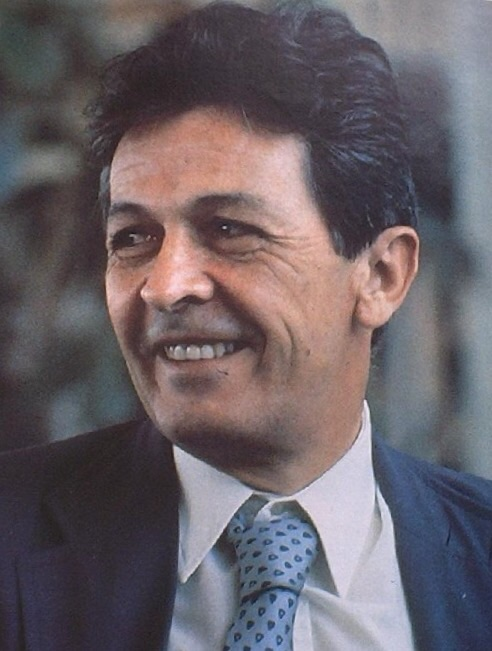
انریکو برلینگوئر، یکی از بنیانگذاران کمونیسم اروپایی

کمونیسم اروپایی، که از آن به‌عنوان کمونیسم دموکراتیک یا نئوکمونیسم نیز یاد می‌شود، در سال‌های ۱۹۷۰ و ۱۹۸۰ در احزاب مختلف کمونیست اروپای غربی روشی تجدیدنظرطلبانه بود که گفت نظریه و عمل تحولات اجتماعی را برای اروپای غربی مناسب‌تر ساخته‌است. در طول جنگ سرد، آن‌ها به دنبال تضعیف نفوذ اتحاد جماهیر شوروی و حزب کمونیست اتحاد جماهیر شوروی بودند. آنان به‌ویژه در ایتالیا، اسپانیا و فرانسه برجسته بودند.